# NGC 6822

NGC 6822, poznata i pod imenom Barnardova galaktika je prečkasta nepravilna galaksija u zviježđu Strijelca. Galaksija je udaljena oko 1,6 milijuna svjetlosnih godina i dio je Mjesne skupine. Galaksija je malena, s oko 7.000 svjetlosnih godina u promjeru i svojom morfologijom i sastavom je slična Malom Magellanovom Oblaku. Galaksiju je otkrio Edward Emerson Barnard 1884. godine s teleskopom refraktorom promjera 150 mm.

## Vanjske poveznice
- (engl.) SEDS: NGC 6822
- (engl.) Hartmut Frommert: Revidirani Novi opći katalog
- (engl.) Izvangalaktička baza podataka NASA-e i IPAC-a
- (engl.) Astronomska baza podataka SIMBAD
- (engl.) VizieR
- (engl.) Auke Slotegraaf: NGC 6822 Deep Sky Observer's Companion
- (engl.) Courtney Seligman: Objekti Novog općeg kataloga: NGC 6800 - 6849